# Чапаев (Западно-Казахстанская область)
Чапа́ев (каз. Чапаев, известна с 1748 г. как крепость Калмыковская Яицкого (с 1775 года — Уральского) Казачьего войска, с 1899 г. по 1939 г. — Лбищенск) — село в Западно-Казахстанской области Казахстана, районный центр Акжаикского района.

## География
Находится в 130 км к югу от Уральска, на правом берегу р. Урал.

## Население
В 1862 году население Лбищенского форпоста составляло 1178 человека (583 мужского и 595 женского пола)
В 1999 году население села составляло 8344 человека (4254 мужчины и 4090 женщин). По данным переписи 2009 года, в селе проживало 8476 человек (4110 мужчин и 4366 женщин).
На начало 2019 года население посёлка составило 9488 человек (4678 мужчин и 4810 женщин).

## История
Первоначальное название — посёлок Лбищенский. Преобразован в уездный город Лбищенск Уральской области в 1899, в то же самое время уезд из Калмыковского переименован в Лбищенский.
Место гибели участника Гражданской войны В. И. Чапаева (1919).
В 1939 году переименован в Чапаев.
В 1997 году Чапаев в ходе объединения Чапаевского, Акжаикского и Тайпакского районов стал районным центром Акжаикского района.

## Достопримечательности
В селе с 1927 существует музей Василия Ивановича Чапаева, признанный памятником истории и культуры Казахстана республиканского значения.